# Braathens Regional
Braathens Regional (anteriormente Golden Air) es una aerolínea regional con base en Trollhättan, Suecia. Opera con servicios regulares a destinos situados en Noruega y  Suecia, así como servicios de vuelos chárter. Su base principal se encuentra en el aeropuerto de Trollhättan-Vänersborg, con centros de conexión en los aeropuertos de Estocolmo-Bromma y Ängelholm-Helsingborg.

## Historia
La aerolínea se fundó en septiembre de 1976, y operaba servicios de taxi aéreo y vuelos chárter. Experimentó algunos cambios hasta ser reestructurada bajo su actual propietario, en agosto de 1993. Comenzaría sus operaciones, con esta nueva situación, el 15 de agosto de 1993. Es propiedad de Erik Thun (compañía naviera) y tiene 56 empleados (a marzo de 2007).

## Destinos
Braathens Regional no tiene destinos propios; todos sus vuelos son operados mediante wet lease por Scandinavian Airlines, Malmö Aviation y Sverigeflyg.

## Flota

### Flota Actual
La flota de Braathens Regional constaba de los siguientes aviones (en enero de 2023):
| Aeronave   | Total | Pasajeros |
| ---------- | ----- | --------- |
| ATR 72-600 | 14    | 72        |
| Total      | 14    |           |

La flota de la Aerolínea posee una edad media a enero de 2023 de: 5.8 años.